# Stegosaurus

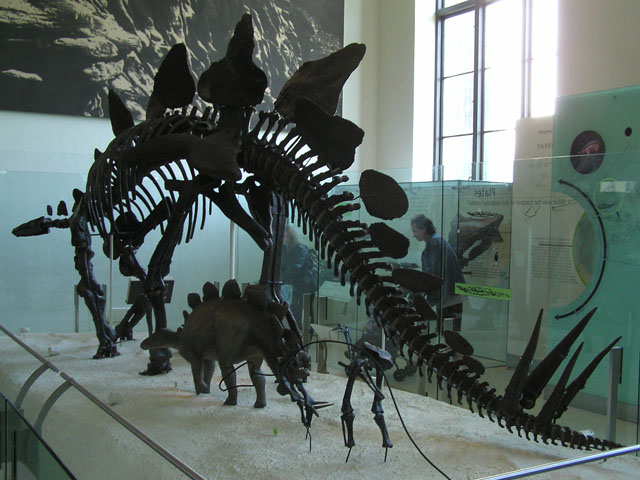

Stegosaurus ("taködla") är ett släkte dinosaurier som levde under yngre juraperioden för 155–145 miljoner år sedan. Stegosaurus tillhörde ordningen ornithischier, och familjen stegosaurider. Stegosaurus var den största medlemmen, och även den mest kända. Stegosaurus beskrevs vetenskapligt 1877. 
Fossil av tillhörande arter hittades i USA, Ryssland och Portugal.

## Beskrivning
Stegosaurus blev cirka 10 meter lång och vägde upp till 3 ton. Den fyrfotade växtätaren hade, liksom andra stegosaurider, korta framben men mycket längre bakben varvid höftpartiet var det "högsta" partiet. Det är möjligt att Stegosaurus ställde sig på bakbenen ibland för att nå högre upp i träd när den betade.  Längs Stegosaurus rygg löpte höga plattor, vilkas funktion och exakta position är okänd. Några teorier om deras funktion är att de ska ha skyddat dinosaurien mot angripande rovdjur. En annan möjlig teori är att plattorna ska ha kunnat fungera som vindfångare. Stegos betyder tak på grekiska och likheten mellan djurets plattor och takpannor har gett det dess namn. Längst ut på svansen fanns två par hotfulla piggar (1 meter långa) som var ett bra försvar mot rovdinosaurier. Djuret hade en liten hjärna som inte var större än ett plommon. Det fanns en tid då forskare faktiskt trodde att Stegosaurus hade en andra hjärna på buken. Hjärnans storlek fick forskarna att tro att den inte hade kunnat överleva utan en annan hjärna som styrde bakre delen av kroppen. I dag vet vi att detta inte stämmer. 
Antagligen var arterna växtätare som gick på marken.

## Stegosaurus i kulturen
Stegosaurus är en av de mest ikoniska dinosaurierna och skildras i mängder  av faktaböcker. Den har också framträtt i flera filmer med dinosaurier, bland annat filmen Fantasia från 1940, The Animal World, Planet of the Dinosaurs 1978 och The Lost World: Jurassic Park 1997 m.fl.
Stegosaurus förekommer även i TV-program, dokumentärer, TV-serier som exempelvis Dinosauriernas tid och When Dinosaurs Roamed America.